# Svitava (svolávací systém ČSLA)
Svolávací systém RF01 Svitava sloužil v sedmdesátých a osmdesátých letech v ČSLA pro svolávání funkcionářů velení a zařazených do bojové pohotovosti, jednalo se o verzi současných pagerů.

## Popis systému
Svolávací systém tvořil vysílač některého z typů zavedených v ČSLA, k němu připojený kodér K01M a sada přijímačů. Pracovní kmitočet vysílače ležel v okolí 2 MHz, modulace byla amplitudová. Kodér K01M využíval pro aktivaci přijímačů dvoutónovou volbu, spočívala ve střídavém vysílání dvou různých akustických tónů ze sedmi možných, celkem tedy existovalo 21 kombinací tónů, tj. 21 odlišných skupin přijímačů. Přijímače byly nastaveny pro danou dvojici tónů pevně. Po příjmu své dvojice tónů začaly přijímače "pípat", následně mohla obsluha kodéru (vysílače) vyslat hovorovou zprávu. Přijímače byly napájeny dvojicí knoflíkových niklokadmiových článků NiCd225 (225 mAh), a vydržel pracovat bez nabíjení několik dní.. K přijímači byl dodáván nabíjecí stojánek.

## Přijímače
- R01A byla první varianta přijímače, konstrukčně řešená jako běžné kapesní radiopřijímače.[3]

- R01M byl zdokonalený přijímač, mechanicky výrazně odolnější, využíval modernější hybridní integrované obvody[1].

- Kontrolní přijímač KR01M umožňoval přijímat všechny kombinace signálů a poskytoval obsluze informaci, zda byl signál vyslán srozumitelně.[1]